# Épisodes de The Finder
Cet article présente les treize épisodes de la série télévisée américaine The Finder.

## Généralités
Le 2 mars 2012, Fox déplace la série au vendredi soir à 20 h à partir du 6 avril 2012.
En France, la série a été diffusée à partir du 21 juillet 2012 sur M6.
Au Québec, la série est diffusée à partir du 2 mai 2013 sur AddikTV.

## Synopsis
Walter Sherman, un ancien de la police militaire particulièrement habile dans son métier au labo et de son partenaire, Léo, un grand philosophe, tous deux faisant équipe avec Isabel Zambala, une amie de Walter et adjointe au bureau de l'U.S. Marshal de la ville ainsi qu'avec Willa, une adolescente peu ordinaire…

## Distribution

### Acteurs principaux
- Geoff Stults (VF : Thomas Roditi) : Walter Sherman
- Michael Clarke Duncan (VF : Saïd Amadis) : Leo Knox
- Mercedes Masohn (VF : Pamela Ravassard) : Isabel Zambada
- Maddie Hasson (VF : Karine Foviau) : Willa Monday

### Acteurs récurrents
- Toby Hemingway (VF : Yoann Sover) : Timo Proud (8 épisodes)
- Amy Aquino (VF : Martine Meirhaeghe) : Cristina Farrel (4 épisodes)

### Invités
- John Fogerty : lui-même (épisode 1)
- Jaime Murray (VF : Juliette Degenne) : Amadea Denaris (épisode 1)
- John Francis Daley (VF : Damien Ferrette) : Dr Lance Sweets (épisode 2)
- Mario Van Peebles : Fontana (épisode 2)
- Valarie Pettiford (VF : Pascale Jacquemont) : Chatney Dubois (épisode 2)
- Wilson Cruz (VF : Rémi Caillebot) : Jonni (épisodes 3 et 5)
- Jodi Lyn O'Keefe (VF : Barbara Delsol) : Lisa (épisode 3)
- Amad Jackson (VF : Namakan Koné) : Tyson, le jumeau (épisode 4)
- Ever Carradine (VF : Sybille Tureau) : agent Judy Green (épisode 5)
- T.J. Thyne (VF : Thierry Kazazian) : Dr Jack Hodgins (épisode 6)
- Eric Roberts (VF : Bruno Carna) : oncle Shadrack (épisodes 6 et 13)
- M. C. Gainey (VF : Gilbert Levy) : Pete Steck (épisode 7)
- Lisa Waltz (VF : Maïté Monceau) : Karyn Welling (épisode 7)

## Liste des épisodes

### Épisode 1:Le Don de Walter
- États-Unis /  Canada : 12 janvier 2012 sur FOX[4] / Global
- France : 21 juillet 2012 sur M6[2]
- Belgique : 27 novembre 2012 sur RTL-TVI
- Québec : 2 mai 2013 sur AddikTV

- États-Unis : 5,5 millions de téléspectateurs[5] (première diffusion)
- Canada : 1,433 million de téléspectateurs[6]

- Amy Aquino (Cristina Farrel)
- Brett Davern (Cooper Allison)
- Roy Werner (lieutenant colonel Nick Allison)
- Eltony Williams (lieutenant Sam Royce)
- Patrick Robert Smith (Enquêteur du NTSB)
- Michael Gambino (Thug #1)
- Eric Thomas Wilson (Thug #2)
- Richard Augustine (homme fort)
- John Fogerty (lui-même)

### Épisode 2:Balles perdues
- États-Unis /  Canada : 19 janvier 2012 sur FOX / Global
- France : 21 juillet 2012 sur M6[2]
- Québec : 9 mai 2013 sur AddikTV

- États-Unis : 6,58 millions de téléspectateurs[7] (première diffusion)

- John Francis Daley (Dr Lance Sweets)
- Mitch Pileggi (Eddie Ross)
- Ryan Cutrona (Henry Barns)
- Greg Evigan (Bronski)
- Mario Van Peebles (Fontana)
- Valarie Pettiford (Chatney Dubois)
- Chris Ellis (Warden Nick Larsen)
- Brandon W. Jones (Kevin Montgomery)
- Conrad Allan (un enquêteur)

### Épisode 3:Une histoire de Cendrillon
- États-Unis /  Canada : 26 janvier 2012 sur FOX / Global
- France : 28 juillet 2012 sur M6[2]
- Québec : 16 mai 2013 sur AddikTV

- États-Unis : 8,44 millions de téléspectateurs[8] (première diffusion)
- Canada : 1,392 million de téléspectateurs[9]

- John SanderFord (Nathan Stein)
- Ian Reed Kesler (Ira Messing)
- Jodi Lyn O'Keefe (Lisa)
- Wilson Cruz (Jonni)
- Ginger Gonzaga (Therese)

### Épisode 4:Superstition
- États-Unis /  Canada : 2 février 2012 sur FOX / Global
- France : 28 juillet 2012 sur M6[2]
- Québec : 23 mai 2013 sur AddikTV

- États-Unis : 6,87 millions de téléspectateurs[10] (première diffusion)

- Lance Gross (Frank Haywood)
- Andres Perez-Molina (Miami-Dade Detective)
- Rick Zieff (Barry Verlinger)
- Amad Jackson (Tyson le Jumeau)
- Ignacio Serricchio (Bobby le Jumeau [non identifiable])
- Jake Busey (Bobby le Jumeau)
- Mike Bradecich (O'Malley)
- Gregor Manns (Bouncer)
- Chris Johnson (Marty Nix)

### Épisode 5:La Grande Illusion
- États-Unis /  Canada : 9 février 2012 sur FOX / Global
- France : 4 août 2012 sur M6[2]
- Québec : 30 mai 2013 sur AddikTV

- États-Unis : 6,22 millions de téléspectateurs[11] (première diffusion)

- Jonathan Slavin (en) (Preston Miller)
- Molly Morgan (Angelica Angel)
- Wilson Cruz (Jonni)
- Ever Carradine (agent Judy Green)
- Joshua Leonard (Derek Towers)
- Cloie Wyatt Taylor (professeur)

### Épisode 6:Les Petits Hommes verts
- États-Unis : 23 février 2012 sur FOX
- Canada : 23 février 2012 sur Global
- France : 4 août 2012 sur M6[2]
- Québec : 6 juin 2013 sur AddikTV

- États-Unis : 6,18 millions de téléspectateurs[12] (première diffusion)

- T.J. Thyne (Dr Jack Hodgins)
- Eric Roberts (oncle Shadrack)
- Jason Beghe (colonel Chuck Bradshaw)
- Sean McGowan (major Jeremy Wren)
- Spencer Garrett (Ed Scanian)
- Sebastian Siegel (Hector)
- Peta Wilson (Pope)
- Sumalee Montano (Lee Scott)
- Jennifer Jean Snyder (journaliste)

### Épisode 7:Señor Cyclone et Miss Tornade
- États-Unis /  Canada : 8 mars 2012 sur FOX / Global
- France : 11 août 2012 sur M6[2]
- Québec : 13 juin 2013 sur AddikTV

- États-Unis : 7,08 millions de téléspectateurs[13] (première diffusion)
- Canada : 1,054 million de téléspectateurs[14]
- France : 1,98 million de téléspectateurs

- Amy Aquino (Christina Farrel)
- Lisa Waltz (Karyn Welling)
- Juliette Goglia (Melissa Welling)
- Laura Slade Wiggins (Claire)
- M. C. Gainey (Pete Steck)
- Jamilla Allen-Carter (Renae Francis)
- Judy Echavez (journaliste)

### Épisode 8:La vraie musique ne meurt jamais
- États-Unis /  Canada : 6 avril 2012 sur FOX / Global
- France : 11 août 2012 sur M6[2]
- Québec : 20 juin 2013 sur AddikTV

- États-Unis : 4,03 millions de téléspectateurs[15] (première diffusion)
- France : 1,98 million de téléspectateurs

- Salli Richardson-Whitfield (Athena Brookes)
- Curtis « 50 Cent » Jackson (Big Glade)
- Arjay Smith (Trey)
- Christian Dorey (Lil Trey)
- Adina Porter (Ms. Estelle)
- Casey Washington (J-Stryke)
- Jeremy Guskin (DJ W-Squared)
- Niqoles Herd-Goodwin (Lil J-Stryke)
- Jacob Latimore (Young Trey)

### Épisode 9:Le Dernier Repas
- États-Unis /  Canada : 13 avril 2012 sur FOX / Global
- France : 18 août 2012 sur M6[2]
- Québec : 27 juin 2013 sur AddikTV

- États-Unis : 3,45 millions de téléspectateurs[16] (première diffusion)

- Amy Aquino (Cristina Farrel)
- Alex Fernandez (Federico "Fico" Vasquez)
- Ignacio Serricchio (Alejandro Lopez-Fernando)
- Shane Edelman (Joe Turnbull)
- Charlene Amoia (Annie Turnbull)
- Christopher Goodman (Bartender)
- Lindsay Bushman (Doppelwilla)
- David H. Lawrence XVII (Tourist/Miss-Terious Palate)
- Julia Vera (Old Marina)

### Épisode 10:La Conversation
- États-Unis /  Canada : 20 avril 2012 sur FOX / Global
- France : 18 août 2012 sur M6[2]
- Québec : 4 juillet 2013 sur AddikTV

- États-Unis : 4,31 millions de téléspectateurs[17] (première diffusion)
- Canada : 1,062 million de téléspectateurs[18]

- Toby Hemingway (Timo Proud)
- Mercedes Colon (Marta Abreu)
- Yara Shahidi (Adina Abreu)
- Gabriel Salvador (Raul Valerio)
- Patrick Fabian (CEO Dwayne Anderson)
- Kelly Carlson (Gail McHottie)
- Noah Engh ("One-Man Band")
- Celestino Cornielle (Carlos Abreu)

### Épisode 11:L'Héritage
- États-Unis /  Canada : 27 avril 2012 sur FOX / Global
- France : 25 août 2012 sur M6[2]
- Québec : 11 juillet 2013 sur AddikTV

- États-Unis : 3,97 millions de téléspectateurs[19] (première diffusion)
- Canada : 1,117 million de téléspectateurs[20]

- Toby Hemingway (Timo Proud)
- Mageina Tovah (Joyce Weatherby)
- Bob McCracken (Stan Weatherby)
- Chris Browning (en) (Tall Man/Ed Beiderman)
- James Madio (Short Man/Lazlo Levy)
- Frank Crim (Fat Man/Gary Anthony Jones)
- Michael Irby (Dectective Quinones)
- Maliabeth Johnson (Attractive Woman)
- Michael Lesly (Bystander)
- Roderick McCarthy (Policeman)

### Épisode 12:Poupée vaudou
- États-Unis /  Canada : 4 mai 2012 sur FOX / Global
- France : 25 août 2012 sur M6[2]
- Québec : 18 juillet 2013 sur AddikTV

- États-Unis : 4 millions de téléspectateurs[21] (première diffusion)

- Nestor Serrano (Javier Obispo)
- Chris Tardio (Det. Curtis Gillespie)
- Mike Starr (Benny Famosa)
- Jose Pablo Cantillo (Luis Obispo)
- Lorraine Toussaint (La Bruja)
- Arthur Darbinyan (Russian Priest)
- Michael Des Barres (Icepick)
- Shani Pride (Eliana Obispo)

### Épisode 13:Les Bonnes Intentions
- États-Unis /  Canada : 11 mai 2012 sur FOX[22] / Global
- France : 25 août 2012 sur M6[2]
- Québec : 25 juillet 2013 sur AddikTV

- États-Unis : 4,19 millions de téléspectateurs[23] (première diffusion)
- Canada : 1,208 million de téléspectateurs[24]

- Toby Hemingway (Timo Proud)
- Amy Aquino (Cristina Farrel)
- Eric Roberts (Uncle Shadrack)
- George Stults (Langston Sherman)
- Annette O'Toole (Elaine Sherman)
- John Ashton (Franklin Sherman)
- Karina Logue (Alexandra Deering)
- Sonya Leslie-Shepherd (Blacksmith)
- Patrick Fischler (Jason Stefanian)
- Aaron Hendry (Bill)
- Anne Ramsay (U.S. Marshal Catherine Gibson)
- Keith Coleman (Johnny The Sponsor)